# 넴치크 졸트
넴치크 졸트(헝가리어: Nemcsik Zsolt, 1977년 8월 15일~)는 헝가리의 펜싱 선수로 주 종목은 사브르이다. 2004년 하계 올림픽 개인전에서 은메달을 획득했다.

## 경력
9세때 형인 라슬로를 따라 펜싱을 배우기 시작했다. 버셔시 SC 펜싱팀의 유소년팀에 입단한 후 전설적인 펜싱 선수인 게레비치 얼러다르의 아들이자 자신의 선수 생활 대부분의 코치를 맡게되는 게레비치 죄르지에게 훈련을 받았다.
1994년 3월 멕시코 멕시코시티에서 열린 1994년 세계 유스 선수권 대회에 참가하여 5위를 기록했고, 1996년 4월 벨기에 투르네에서 열린 1996년 세계 주니어 선수권 대회에서 프랑스의 쥘리앵 피예를 꺾고 우승을 차지했다. 같은 해 5월에는 프랑스의 리모주에서 열린 유럽 주니어 선수권 대회에 참가하여 5위를 기록했다. 1997년 3월에는 스페인 테네리페에서 열린 세계 주니어 선수권 대회에 참가하여 16위에 머물렀다. 같은 해 8월에는 이탈리아 시칠리아에서 열린 1997년 하계 유니버시아드에 참가하였고, 데치 터마시, 터카치 페테르, 보로시 죄르지와 함께 단체전에서 이탈리아팀의 뒤를 이어 은메달을 획득했다. 11월에는 폴란드 그단스크에서 열린 1997년 유럽 선수권 대회에 참가하며 처음으로 유럽 선수권 대회에 출전하였다. 그는 개인전에서 5위를 하며 대회를 마쳤다.
1998년 10월 스위스 라쇼드퐁에서 열린 1998년 세계 선수권 대회에 참가하여 처음으로 세계 펜싱 선수권 대회에 출전했다. 그는 개인전에서 16위를 기록했으나 너버레테 요제프, 페리언치크 도몬코시, 보로시와 함께 출전한 단체전에서 우승을 차지하며 처음으로 세계 선수권 메달이자 금메달을 획득했다. 1999년 7월에 스페인의 팔마데마요르카에서 열린 1999년 하계 유니버시아드에 참가하였고, 개인전에서 25위,보로시, 페리언치크와 함께 출전한 단체전에서는 개최국 스페인을 누르고 금메달을 획득했다. 11월에 대한민국 서울에서 열린 1999년 세계 선수권 대회에서는 개인전 7위, 단체전 8위를 기록했다.
2000년 5월에는 독일 본에서 열린 월드컵에서 프랑스의 다미앵 투야의 뒤를 이어 준우승을 차지하여 첫 월드컵 메달을 획득했다. 9월에는 오스트레일리아 시드니에서 열린 2000년 하계 올림픽에 참가하여 처음으로 올림픽에 출전했다. 그는 개인전에서 첫 상대인 영국의 제임스 윌리엄스에게 15-10으로 패하여 전체 순위 17위를 기록했고, 터카치, 페리언치크, 쾨베시 처버와 함께 출전한 단체전에서는 스타니슬라프 포즈드냐코프가 이끄는 러시아팀에게 밀려 5위를 기록했다. 이듬해인 2001년 2월에는 독일 아이슬링겐에서 열린 월드컵 단체전에서 헝가리팀의 일원으로 참가하여 루마니아팀을 누르고 첫 월드컵 금메달을 획득했다. 같은 해 8월에는 프랑스 님에서 열린 2001년 세계 선수권 대회에서 참가하여 개인전에서 11위를 기록했다. 페리언치크, 포도르 켄데, 렌젤 벌라주와 함께 출전한 단체전은 러시아팀의 뒤를 이어 2위로 은메달을 획득했다. 이후 중화인민공화국 베이징에서 열린 2001년 하계 유니버시아드에서는 개인전 11위, 단체전 5위를 기록하며 메달 획득에는 실패했다. 그 해 10월 독일 코블렌츠에서 열린 2001년 유럽 선수권 대회 개인전에서 러시아의 포즈드냐코프와 프랑스의 피예의 뒤를 이어 3위에 오르며 동메달을 획득했고, 단체전에서도 페리언치크, 포도르, 렌젤과 함께 러시아와 프랑스의 뒤를 이어 동메달을 획득했다.
2002년 5월에는 미국 보스턴에서 열린 월드컵 개인전에서 루마니아의 미하이 코발리우의 뒤를 이어 은메달을 획득했다. 그 해 7월에는 모스크바에서 열린 2002년 유럽 선수권 대회에서 개인전 11위를 기록했고, 데치, 페리언치크, 포도르와 함께 출전한 단체전에서 러시아와 이탈리아의 뒤를 이어 동메달을 획득했다. 2003년 10월 쿠바의 아바나에서 열린 2003년 세계 선수권 대회에서 개인전 9위, 페리언치크, 페도르, 렌젤과 함께 출전한 단체전에서 러시아의 뒤를 이어 은메달을 획득했다. 이듬해인 2004년 3월 태국 방콕에서 열린 월드컵에서 독일의 데니스 바워를 꺾고 개인 첫 월드컵 개인전 금메달을 획득했다. 같은 해 8월 그리스 아테네에서 열린 2004년 하계 올림픽에 헝가리 국가대표로 참가하였다. 그는 개인전에서 중국의 황야오장, 대표팀 동료인 페리언치크, 루마니아의 코발리우, 우크라이나의 블라디슬라우 트레탸크를 차례로 꺾으며 결승에 올랐다. 이후 결승전에서 이탈리아의 알도 몬타노에게 1점차로 패하며 은메달을 획득했다.
2005년 2월에는 방콕 월드컵에서 대표팀 동료인 렌젤을 꺾고 다시 우승을 차지했다. 7월 절러에게르세그에서 열린 2005년 유럽 선수권 대회에 참가하여 개인전 결승까지 진출했으며, 결승전에서 아테네 올림픽 결승 상대인 몬타노에게 패하여 은메달을 획득했다. 데치, 렌젤, 코셔 미클로시와 함께 출전한 단체전에서는 러시아, 폴란드, 루마니아팀의 뒤를 위어 4위를 기록했다. 같은 해 10월에 독일 라이프치히에서 열린 2005년 세계 선수권 대회에 참가하였으며, 개인전에서 7위, 단체전에서 10위를 기록했다. 2006년 1월에는 터키 이스탄불에서 열린 월드컵에서 스페인의 호르헤 피나와 캐나다의 미셸 불로의 뒤를 이어 동메달을 획득했고, 7월에는 터키 이즈미르에서 열린 2006년 유럽 선수권 대회에 참가하였다. 그는 개인전에서 10위를 기록했고, 데치, 렌젤, 론터이 벌라주와 함께 출전한 단체전에서는 루마니아팀의 뒤를 이어 2위로 준우승을 차지했다. 같은 해 10월에는 이탈리아 토리노에서 열린 2006년 세계 선수권 대회 개인전 결승전에서 러시아의 포즈드냐코프에게 15-11로 패하여 은메달을 획득했다. 론터이, 렌젤, 데치와 함께 출전한 단체전에서는 프랑스, 우크라이나, 러시아팀의 뒤를 이어 4위를 기록했다.
2007년 7월에는 벨기에 헨트에서 열린 2007년 유럽 선수권 대회에 참가하여 개인전 12위, 단체전 6위를 기록했고, 9월에는 러시아 상트페테르부르크에서 열린 2007년 세계 선수권 대회에서 개인전 9위를 기록했으나 데치, 론터이, 실라지 아론과 함께 출전한 단체전에서는 프랑스팀을 누르고 금메달을 차지했다. 이 금메달은 넴치크 자신에게 9년만의 세계 선수권 대회 금메달이다. 2008년 7월에는 우크라이나 키이우에서 열린 2008년 유럽 선수권 대회에 참가하여 개인전 31위, 단체전 7위를 기록했다. 이후 8월에 베이징에서 열린 2008년 하계 올림픽에 참가하는 헝가리 대표팀의 일원으로 참가했다. 그러나 유소년 선수 시절부터 넴치크를 지도한 게레비치는 건강 문제로 인해 함께 하지 못했으며, 헝가리 대표팀을 태운 비행기가 베이징을 향하고 있던 무렵인 8월 2일에 사망했다. 넴치크는 개인전에서 18위, 단체전에서 7위를 기록했다. 게레비치 사후에도 계속 헝가리 국가대표로 활동했으나 주요 국제 대회 메달을 획득하지 못했다. 2009년 7월에는 불가리아 플로브디프에서 열린 2009년 유럽 선수권 대회 개인전에서 18위를 하며 대회를 마쳤고, 같은 해 10월에 터키 안탈리아에서 열린 2009년 세계 선수권 대회에서 개인전 12위를 기록하였다.
2010년 2월 선수 생활 동안 함께한 소속팀인 버셔시를 떠나 이탈리아로 건너가 프라스카티의 펜싱팀인 ASD 프라스카티로 이적하여 플레잉코치로 활동하기 시작했다. 같은 달에 참가한 모스크바 그랑프리에서 대한민국의 오은석을 누르고 현역 마지막 국제 대회 우승을 차지했다. 그 해 7월에 라이프치히에서 열린 2010년 유럽 선수권 대회에 참가하여 개인전 25위를 기록했고, 2011년 7월에 영국 셰필드에서 열린 2011년 유럽 선수권 대회에서 개인전 18위, 단체전 6위를 기록했다. 같은 해 10월에는 이탈리아 카타니아에서 열린 2011년 세계 선수권 대회에 참가하였고, 개인전 21위, 단체전 6위를 기록하며 현역 마지막 세계 선수권 대회와 유럽 선수권 대회를 마무리했다. 이후 2012년과 2013년에는 그랑프리급 국제 대회 위주로 활동했으나 입상은 없었고, 2013년 부다페스트에서 열린 국제 그랑프리 펜싱 대회인 게레비치-코바치-카르파티 대회에서 68위를 하면서 국가대표 선수 생활을 마무리했다. 
2013년 여름 현역에서 은퇴했고 이탈리아를 떠나 스위스로 건너가 피트니스 코치로 일했다. 2015년에 다시 헝가리로 돌아와 게레비치 얼러다르 펜싱 협회 유소년 코치로 활동했다. 이후 2017년부터 2020년까지 헝가리 휠체어 펜싱 대표팀을 지도했다. 2019년부터 헝가리 체육대학 교수로 후학을 양성하고 있다.